# Emmanuel Korir
Emmanuel Korir (15 de junho de 1995) é um atleta queniano campeão olímpico e mundial dos 800 metros.
Em 22 de julho de 2018, ele foi classificado como o sexto atleta mais rápido em 800 m de todos os tempos, com um recorde pessoal de 1:42.05. Na UTEP, ele foi treinado pelo medalhista de ouro Paul Ereng, campeão olímpico em Seul 1988. Em Tóquio 2020 consagrou-se campeão nos 800 metros. Foi campeão mundial em Eugene 2022 com a marca de 1:43.71.